# 乐城遗址
乐城遗址，位于中国河北省沧州市河城街头乡魏村，为沧州市献县的一个省级文物保护单位，类型为古遗址，公布时间为2001年2月7日。
乐城遗址的历史年代为汉代。